# Gabriel Grapperon
Gabriel Grapperon (* 1993 in Pau, Nouvelle-Aquitaine) ist ein französischer Filmregisseur und Drehbuchautor.

## Karriere
Grapperon wurde 1993 in Pau geboren und besuchte die MoPA, eine Hochschule für Animation in Frankreich. Seine erste Mitwirkung bei einem Kurzfilm wurde unter dem Titel Locked Up im Jahr 2014 veröffentlicht, wofür er das Drehbuch verfasste. Mit seinen Studienkollegen wurde der Film Garden Party verwirklicht, der im Jahr 2016 auf dem Festival du Court-Métrage de Clermont-Ferrand veröffentlicht wurde. Für seine Beteiligung erhielten er und Victor Caire bei der Oscarverleihung 2018 eine Nominierung in der Kategorie „Bester animierter Kurzfilm“. Die Oscar-Auszeichnung erhielten jedoch Glen Keane und Kobe Bryant für ihren Kurzfilm Dear Basketball, der die Kindheitsträume bis hin zur 20-jährigen Karriere von Bryant zeigt.

## Filmografie
- 2014: Locked Up (Kurzfilm)
- 2016: Garden Party (Kurzfilm)